# Grand Gaube
'Grand Gaube – miasto na Mauritiusie; w dystrykcie Rivière du Rempart. Według danych szacunkowych, w 2014 roku liczyło 7697 mieszkańców